# 塞格德思想
塞格德思想（匈牙利語：Szegedi gondolat），也非正式地称为塞格德法西斯主义，是指1919年匈牙利塞格德的反共反革命分子中发展起来的早期法西斯意识形态，后来发展成为法西斯和国家社会主义意识形态。 塞格德思想的基础是声称匈牙利在第一次世界大战中被共产党人和犹太人刺伤，并通过向这些叛徒宣战来推动采取行动消除这种邪恶。 塞格德武装分子宣扬匈牙利民族主义，一种经济上的“第三条道路”，提倡“强大国家”。
塞格德主义者在第一次世界大战结束前推动了匈牙利领土收复主义，声称匈牙利存在“犹太-布尔什维克”阴谋。其主要领导人是久拉·贡博什（Gyula Gömbös）。贡博什宣称暴力是一种可以接受的治国之道……塑造历史进程，不是为了一个狭隘的集团，而是为了整个国家的利益。在被任命为匈牙利总理后，贡博什采取了法西斯主义和国家社会主义立场，包括促进像贝尼托·墨索里尼那样的国家统一的社團主義解决方案和像阿道夫·希特勒那样的种族政策。贡布斯宣称，他的政府将根据我们自己的特殊种族特性和基督教道德原则来保护我们的民族文明。